# Sialec (rejon orszański)
Sialec (biał. Сялец; ros. Селец; pol. hist. Sielec) – wieś na Białorusi, w obwodzie witebskim, w rejonie orszańskim, w sielsowiecie Smolany, nad rzeką Adrou.
W pobliżu znajduje się przystanek kolejowy Adrouka, położony na linii Orsza – Lepel.

## Historia
W XIX i w początkach XX w. położony był w Rosji, w guberni mohylewskiej, w powiecie sieńskim, w gminie Kakowczyn. Następnie w granicach Związku Sowieckiego. Od 1991 w niepodległej Białorusi.